# Erechthias mystacinella
The Curve-winged Apple Moth (Erechthias mystacinella) là một loài bướm đêm thuộc họ Tineidae. Nó được tìm thấy ở the Lãnh thổ Thủ đô Úc, Tasmania và Victoria.
Sải cánh dài khoảng 14 mm.
Ấu trùng ăn và sinh sống trong các tổ túi kén và các thân non cây bị gây hại bởi Uromycladium tepperianum, Cecidomyia acaciaelongifoliae và Schizoneura lanigera và các loài cây khác như Malus domestica, Acacia dealbata và Acacia melanoxylon.

## Hình ảnh

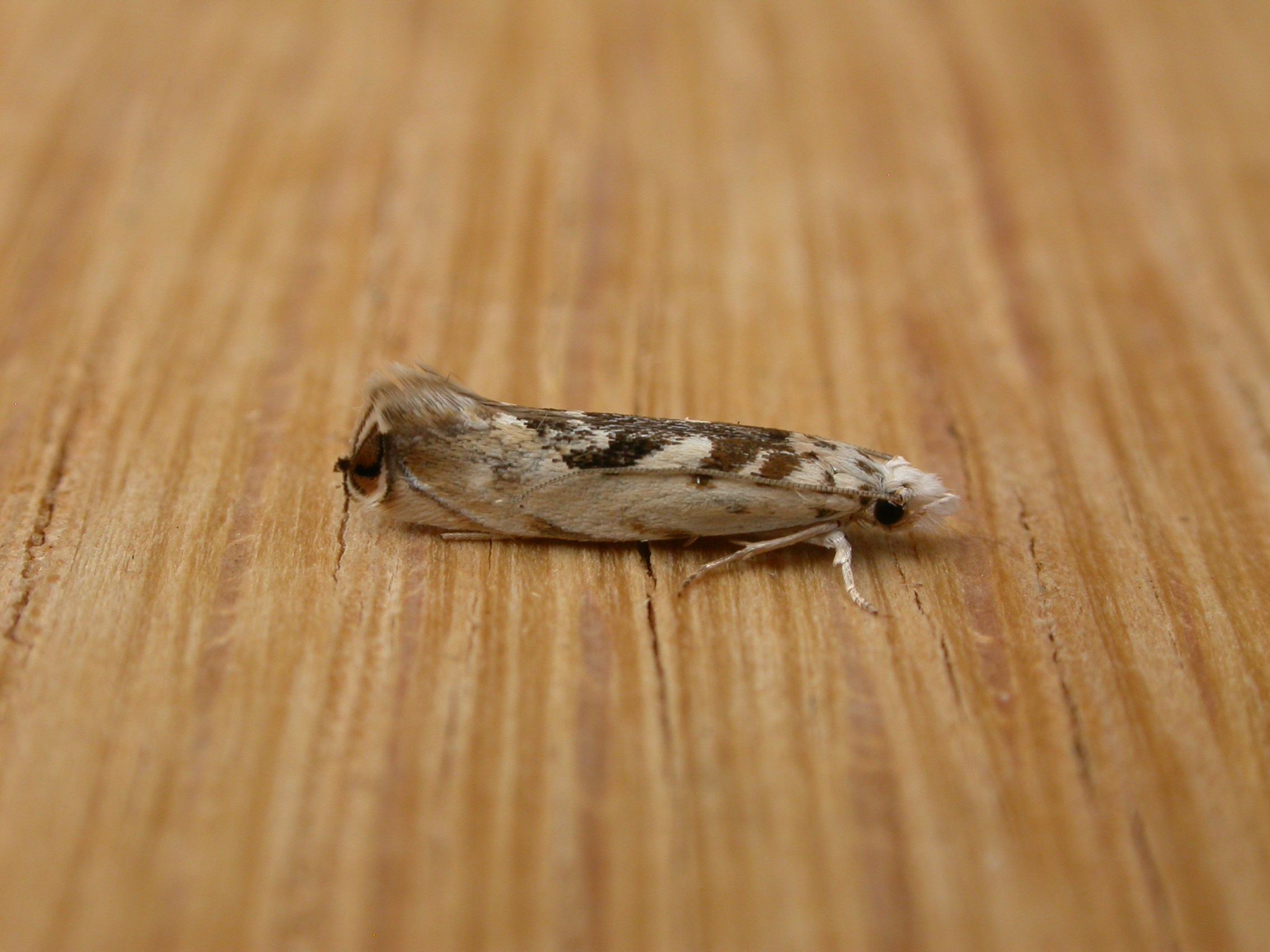